# Camden (New Jersey)
Camden je město v okrese Camden County ve státě New Jersey ve Spojených státech amerických.
V roce 2010 zde žilo 77 344 obyvatel. S celkovou rozlohou 6,784 km² byla hustota zalidnění 3 347,4 obyvatel na km².
Camden je nechvalně proslulý jako černošské a hispánské ghetto s jednou z nejvyšších úrovní kriminality v USA. Poté, co stát New Jersey v roce 2011 ukončil dotace městu, bylo propuštěno mnoho policistů a situace se ještě zhoršila.

## Významní rodáci
- Stephen Decatur Button (1813–1897) – architekt
- Buddy DeFranco (1923–2014) – jazzový klarinetista
- Richard Holmes (1931–1991) – jazzový varhaník
- Lola Falana (* 1942) – zpěvačka, tanečnice a herečka